# フォード・コスワース・EDエンジン
フォード・コスワース・EDエンジン(Ford cosworth ED engine)はフォードの資金提供を受けたコスワースによって製作されたフォーミュラ1 (F1) 用エンジン。

## 開発の経緯
1995年に行われたレギュレーション改定で、エンジン排気量が3,500ccから3,000ccに縮小された。それを受けて、HBエンジンが使えなくなってしまったので、HBエンジンを排気量3,000ccに対応させたのがEDエンジンである。排気量の変更に加え、カスタマー供給専用ということも考慮されチームの財政に悪影響を与えないよう(ラルース、チーム・ロータスの撤退理由の一因が、高額なHBエンジンの使用料であった。)、限界までコストダウンを行っていた。そのため(後述の「評価」を参照)性能はHBエンジンより劣化状態とも言えるほど大きく落ちており、使用チームからは絶えず不満の声が上がることとなってしまった。最高出力においては600馬力にも届かず、DFRエンジンに並ぶかもしくは下回るほど、パワーに乏しいエンジンであった。あまりの低性能にF3000用のDFVエンジンの中古部品をコスワースが使い回している、という噂まで立った程であった。しかし信頼性には優れており、使用チームのマシンがエンジントラブルにによりリタイヤするケースは少なかった。

## 歴史
1995年シーズン開幕からデビューし、1997年シーズン終了まで活躍した。カスタマー供給に絞って開発された廉価なエンジンである。

## スペック
- 全長 595mm
- 全幅 591mm
- 全高 521mm
- 重量 129.5kg
- 気筒数・角度 V型8気筒・75度
- バルブ数 DOHC4バルブ
- 自然吸気

## 記録
- F1での優勝回数　0回

## 評価
EDエンジンは1995年より供給が開始され、この年はミナルディ、シムテック、パシフィック、フォルティの4チームへ供給された。しかし、開発思想がHBエンジンの延長線上(実際にはコストダウンによって性能を大きく落としていた)にあるEDエンジンは他のエンジンと比べて圧倒的にパワーが不足しており、各チームを失望させることになった。
コスワースはワークス用として、同じ3,000ccのV8エンジンでありながら設計の全く異なるZETEC–Rも同時並行で開発していたためである。ZETEC-RエンジンとEDエンジンの性能差は、100～150馬力以上離れていた。
ミナルディに至っては、「コスワースはエンジンベンチの上にあぐらをかいてロクでもないエンジンを作りやがった!」と吐き捨て、1995年の開幕前にイタリアの電子部品メーカーであるマニエッティ・マレリと共同で独自のECUを開発し、エンジン名称をEDMとしていた。そもそもミナルディは、HBエンジンの高額な使用料(年間日本円で20億円強とも言われていた)に不満をコスワースに再三抗議しており、EDエンジンが極限まで低コスト及びF1用のエンジンとしては欠陥品と呼べる程の低性能な代物となってしまった背景には、ミナルディとのHBエンジンの使用料を巡っての確執があった。
無論カスタマーチームはEDエンジンの余りにもの性能の低さに失望し、ミナルディを除いて1995年限りで供給を打ち切っている。(フォルティは1995年にザウバーが使用していた型落ちのZETEC–R V8エンジンを使用。)1997年にヤマハエンジンを失ったティレルが使用し、その年限りで使用チームは無くなり、生産、供給を終了した。決勝最高位は1997年モナコグランプリでティレルのミカ・サロが記録した5位。

## 供給チーム
- ミナルディ　(1995年〜1996年)
- シムテック　(1995年)
- パシフィック　(1995年)
- フォルティ　(1995年)
- ティレル　(1997年)